# Meleterus montanus
Meleterus montanus är en tvåvingeart som beskrevs av Aldrich 1926. Meleterus montanus ingår i släktet Meleterus och familjen parasitflugor. Inga underarter finns listade i Catalogue of Life.